# 格兰杰 (纽约州)
格兰杰（英語：Granger）是位于美国纽约州阿利根尼县的一个镇，地处阿利根尼县的北部、霍内尔西北。2010年美国人口普查时，该镇有538人。其名称来源于美国邮政总长弗朗西斯·格兰杰。